# Dicliptera fionae
Dicliptera fionae är en akantusväxtart som beskrevs av K. Balkwill. Dicliptera fionae ingår i släktet Dicliptera och familjen akantusväxter. Inga underarter finns listade i Catalogue of Life.